# Acromantis oligoneura
Acromantis oligoneura är en bönsyrseart som beskrevs av Wilhem de Haan 1842. Acromantis oligoneura ingår i släktet Acromantis och familjen Hymenopodidae. Inga underarter finns listade i Catalogue of Life.